# Tessalit
Cercle de Tessalit är en krets i Mali.   Den ligger i regionen Kidal, i den nordöstra delen av landet, 1 200 km nordost om huvudstaden Bamako. Antalet invånare är 16 289.